# Prionolejeunea macrocardia
Prionolejeunea macrocardia là một loài Rêu trong họ Lejeuneaceae. Loài này được (Spruce) Stephani miêu tả khoa học đầu tiên năm 1913.